# Mont Suyang
Le mont Suyang (en coréen Suyangsan) s'élève à 946 mètres d'altitude, à 7,5 km au nord de la ville nord-coréenne d'Haeju. Ce plateau s'étend sur une surface d'une largeur de 10 à 12 km. 
Construit durant la dynastie Koryo (936-1392), le fort du mont Suyang comporte 8 km de murs, dont la hauteur atteint 7 mètres à certains endroits et d'une largeur de 7 à 8 mètres (à la base) et de 3 à 4 mètres (au sommet). Comportant 14 tours de guet, il a été assiégé - sans succès - par l'armée paysanne du Donghak, en 1894.
Les chutes d'eau de Suyangsan se trouvent au sud-est de la colline.
Au pied du mont Suyang, une glacière en pierre date des environs de l'an 1000, puis a été reconstruite en 1735. Dans sa configuration actuelle, elle atteint une hauteur de 6 mètres.
Datant des débuts de l'ère Koryo, un ensemble de cinq pagodes constitue le pavillon Sami. Elles faisaient partie d'un temple.